# Liste des élections générales britanno-colombiennes
Ceci est un sommaire des résultats des élections générales britanno-colombiennes depuis l'adhésion de cette province du Canada à la confédération canadienne en 1871. Ne sont inclus dans ces tableaux que les partis et candidats ayant été représentés à l'Assemblée législative de la Colombie-Britannique.
En vertu d'amendements apportés à la Loi constitutionnelle de la Colombie-Britannique en 2001, les élections en Colombie-Britannique ont désormais lieu à date fixe, le deuxième mardi de mai tous les quatre ans.

## 1871 à 1899
Avant l'élection de 1903, le gouvernement de la Colombie-Britannique fonctionne sur un modèle de consensus et les appartenances partisanes n'existent pas officiellement. Toutefois, des élections se déroulent dans la province dès son admission à la confédération canadienne en 1871 et certains député déclarent leur appui au gouvernement du jour, d'autres préfèrent siéger dans l'opposition.
| Identification | Identification | 1871 | 1875 | 1878 | 1882 | 1886 | 1890 | 1894 | 1898 | 1900 |
| -------------- | -------------- | ---- | ---- | ---- | ---- | ---- | ---- | ---- | ---- | ---- |
|                | Gouvernement   | *    | 8    | 8    | 5    | 19   | 17   | 20   | 18   | 6    |
|                | Opposition     | *    | 17   | 17   | 20   | 8    | 16   | 13   | 20   | 32   |
| Total sièges   | Total sièges   | *    | 25   | 25   | 25   | 27   | 31   | 33   | 38   | 38   |

* Information non disponibible

## 1900 à 1919
| Parti        | Parti             | 1903   | 1903     | 1907   | 1907     | 1909   | 1909     | 1912   | 1912     | 1916   | 1916     |
| ------------ | ----------------- | ------ | -------- | ------ | -------- | ------ | -------- | ------ | -------- | ------ | -------- |
| Parti        | Parti             | Sièges | Voix (%) | Sièges | Voix (%) | Sièges | Voix (%) | Sièges | Voix (%) | Sièges | Voix (%) |
|              | Conservateur      | 22     | 46,43    | 261    | 48,70    | 381    | 52,33    | 39     | 59,65    | 9      | 40,52    |
|              | Libéral           | 17     | 37,78    | 13     | 37,15    | 2      | 33,21    | -      | 25,37    | 36     | 50,00    |
|              | Socialiste        | 2      | 7,96     | 3      | 8,87     | 2      | 11,50    | 1      | 11,08    | -      | 1,17     |
|              | Autre/Indépendant | 1      | 0,47     | -      | -        | -      | -        | 1³     | 1,37     | 24     | 3,48     |
| Total sièges | Total sièges      | 42     | 42       | 42     | 42       | 42     | 42       | 42     | 42       | 47     | 47       |

1 En 1907 et en 1909, un candidat conservateur, R. McBride, s'est présenté et a été élu simultanément dans deux circonscriptions différentes. Il est donc compté deux fois.
² Parti ouvrier
³ Conservateur indépendant
4 1 indépendant et 1 socialiste indépendant

## 1920 à 1939
| Parti        | Parti                     | 1920   | 1920     | 1924   | 1924     | 1928   | 1928     | 1933   | 1933     | 1937   | 1937     |
| ------------ | ------------------------- | ------ | -------- | ------ | -------- | ------ | -------- | ------ | -------- | ------ | -------- |
| Parti        | Parti                     | Sièges | Voix (%) | Sièges | Voix (%) | Sièges | Voix (%) | Sièges | Voix (%) | Sièges | Voix (%) |
|              | Libéral                   | 25     | 37,89    | 23     | 31,34    | 12     | 40,04    | 34     | 41,74    | 31     | 37,34    |
|              | Conservateur              | 15     | 31,20    | 17     | 29,45    | 35     | 53,30    | -1     | -1       | 8      | 28,60    |
|              | Co-operative Commonwealth | -      | -        | -      | -        | -      | -        | 7      | 31,53    | 7      | 28,57    |
|              | Travailliste              | 1      | 9,10     | 3³     | 11,30    | 14     | 4,95     | 14     | 0,62     | 14     | 0,43     |
|              | Autre                     | 15     | 0,38     | 36     | 24,16    | -      | -        | 37     | 14,247   | -      | -        |
|              | Indépendant               | 3      | 10,37    | 28     | 1,03     | -      | -        | 2      | 7,74     | 1      | 1,76     |
| Total sièges | Total sièges              | 47     | 47       | 48     | 48       | 48     | 48       | 47     | 47       | 48     | 48       |

1 À cause de dissensions internes, le Parti conservateur ne participe pas officiellement à l'élection de 1933 ; chaque association locale participe de manière indépendante. Les différents candidats conservateurs se présentent sous les bannières du Parti unioniste (Unionist Party of British Columbia), du Groupe non-partisan indépendant (Non-Partisan Independant Group), ou encore en tant qu'indépendants ou conservateurs indépendants.
² Federated Labour Party (Parti travailliste fédéré)
³ Canadian Labour Party (Parti travailliste canadien)
4 Independant Labour Party (Parti travailliste indépendant)
5 People's Party of British Columbia (Parti populaire de la Colombie-Britannique)
6 Provincial Party of British Columbia (Parti provincial de la Colombie-Britannique)
7 Le Non-Partisan Independant Group (Groupe non-partisan indépendant) fait élire 2 députés avec 10,19 % des voix. Le Parti unioniste de la Colombie-Britannique fait élire 1 député avec 4,05 % des voix.
8 Libéral indépendant

## 1940 à 1959
| Parti        | Parti                     | 1941   | 1941     | 1945   | 1945     | 1949   | 1949     | 19521  | 19521    | 19531  | 19531    | 1956   | 1956     |
| ------------ | ------------------------- | ------ | -------- | ------ | -------- | ------ | -------- | ------ | -------- | ------ | -------- | ------ | -------- |
| Parti        | Parti                     | Sièges | Voix (%) | Sièges | Voix (%) | Sièges | Voix (%) | Sièges | Voix (%) | Sièges | Voix (%) | Sièges | Voix (%) |
|              | Crédit social             | -      | -        | -      | -        | -²     | 2,05     | 19     | 30,18    | 28     | 45,54    | 39     | 45,84    |
|              | Libéral                   | 21     | 32,94    | 37³    | 55,83    | 39³    | 61,35    | 6      | 25,26    | 4      | 23,36    | 2      | 21,77    |
|              | Conservateur4             | 12     | 30,91    | 37³    | 55,83    | 39³    | 61,35    | 4      | 9,66     | 1      | 1,11     | -      | 3,11     |
|              | Co-operative Commonwealth | 14     | 33,36    | 10     | 37,62    | 7      | 35,10    | 18     | 34,30    | 14     | 29,48    | 10     | 28,32    |
|              | Travailliste              | 1      | 1,57     | 1      | 0,28     | 1      | 0,21     | 1      | 0,26     | 1      | 0,27     | 1      | 0,16     |
|              | Indépendant               | -      | -        | -      | -        | 1      | 0,74     | -      | -        | -      | -        | -      | -        |
| Total sièges | Total sièges              | 48     | 48       | 48     | 48       | 48     | 48       | 48     | 48       | 48     | 48       | 52     | 52       |

1 Un système de vote alternatif est utilisé lors des élections de 1952 et 1953 : l'électeur, au lieu de choisir un seul candidat, doit les classer en ordre de préférence ; si aucun candidat n'obtient la majorité absolue lors du premier dépouillement, le candidat ayant reçu le moins de votes est éliminé et ses votes sont redistribués selon le deuxième choix qui y est inscrit. Les résultats du vote populaire montrés ici sont ceux du dépouillement final.
² 16 candidats se présentent sous la bannière de divers groupes créditistes, dont : Le Parti Crédit social, la Ligue du crédit social et l'Union des électeurs
³ Les libéraux et les conservateurs forment un gouvernement de coalition après l'élection de 1941 et participent conjointement aux deux élections générales suivantes.
4 Le Parti conservateur de la Colombie-Britannique adopte le nom de Parti progressiste-conservateur de la Colombie-Britannique en 1951.

## 1960 à 1979
| Parti        | Parti              | 1960   | 1960     | 1963   | 1963     | 1966   | 1966     | 1969   | 1969     | 1972   | 1972     | 1975   | 1975     | 1979   | 1979     |
| ------------ | ------------------ | ------ | -------- | ------ | -------- | ------ | -------- | ------ | -------- | ------ | -------- | ------ | -------- | ------ | -------- |
| Parti        | Parti              | Sièges | Voix (%) | Sièges | Voix (%) | Sièges | Voix (%) | Sièges | Voix (%) | Sièges | Voix (%) | Sièges | Voix (%) | Sièges | Voix (%) |
|              | Crédit social      | 32     | 38,83    | 33     | 40,83    | 33     | 45,59    | 38     | 46,79    | 10     | 31,16    | 35     | 49,25    | 31     | 48,23    |
|              | CCF/NPD1           | 16     | 32,73    | 14     | 27,80    | 16     | 33,62    | 12     | 33,92    | 38     | 39,59    | 18     | 39,16    | 26     | 45,99    |
|              | Libéral            | 4      | 20,90    | 5      | 19,98    | 6      | 20,24    | 5      | 19,03    | 5      | 16,40    | 1      | 7,24     | -      | 0,47     |
|              | Prog.-conservateur | -      | 6,72     | -      | 11,27    | -      | 0,18     | -      | 0,11     | 2      | 12,67    | 1      | 3,86     | -      | 5,06     |
| Total sièges | Total sièges       | 52     | 52       | 52     | 52       | 55     | 55       | 55     | 55       | 55     | 55       | 55     | 55       | 57     | 57       |

1 La Co-operative Commonwealth Federation devient le Nouveau Parti démocratique en 1961.

## 1980 à 1999
| Parti        | Parti         | 1983   | 1983     | 1986   | 1986     | 1991   | 1991     | 1996   | 1996     |
| ------------ | ------------- | ------ | -------- | ------ | -------- | ------ | -------- | ------ | -------- |
| Parti        | Parti         | Sièges | Voix (%) | Sièges | Voix (%) | Sièges | Voix (%) | Sièges | Voix (%) |
|              | Crédit social | 35     | 49,76    | 47     | 49,32    | 7      | 24,05    | -      | 0,40     |
|              | NPD           | 22     | 44,94    | 22     | 42,60    | 51     | 40,71    | 39     | 39,45    |
|              | Libéral       | -      | 2,69     | -      | 6,74     | 17     | 33,25    | 33     | 41,82    |
|              | Autre         | -      | -        | -      | -        | -      | -        | 31     | 15,011   |
| Total sièges | Total sièges  | 57     | 57       | 69     | 69       | 75     | 75       | 75     | 75       |

1 Le Parti réformiste de la Colombie-Britannique (Reform Party of British Columbia) fait élire 2 députés avec 9,27 % des voix. L'Alliance progressiste-démocratique (Progressive Democratic Alliance) fait élire 1 député avec 5,74 % des voix.

## Depuis 2000
| Parti        | Parti        | 2001   | 2001     | 2005   | 2005     | 2009   | 2009     | 2013   | 2013     | 2017   | 2017     | 2020   | 2020     | 2024   | 2024     |
| ------------ | ------------ | ------ | -------- | ------ | -------- | ------ | -------- | ------ | -------- | ------ | -------- | ------ | -------- | ------ | -------- |
| Parti        | Parti        | Sièges | Voix (%) | Sièges | Voix (%) | Sièges | Voix (%) | Sièges | Voix (%) | Sièges | Voix (%) | Sièges | Voix (%) | Sièges | Voix (%) |
|              | Libéral1     | 77     | 57,62    | 46     | 45,80    | 49     | 45,82    | 49     | 44,14    | 43     | 40,36    | 28     | 35,33    | -      | -        |
|              | NPD          | 2      | 21,56    | 33     | 41,52    | 35     | 42,15    | 34     | 39,71    | 41     | 40,28    | 57     | 45,09    |        |          |
|              | PV           | 0      | 12,39    | 0      | 9,18     | 0      | 8,21     | 1      | 8,13     | 3      | 16,84    | 2      | 15,30    |        |          |
|              | Conservateur | 0      | 0,15     | 0      | 0,55     | 0      | 2,10     | 0      | 4,75     | 0      | 0,53     | 0      | 2,35     |        |          |
|              | Indépendant  | -      | -        | -      | -        | 12     | -        | 12     | -        | -      | -        | -      | -        |        |          |
| Total sièges | Total sièges | 79     | 79       | 79     | 79       | 85     | 85       | 85     | 85       | 87     | 87       | 87     | 87       | 93     | 93       |

1 Le Parti libéral de la Colombie-Britannique renommé BC United en avril 2023 se retire de la course le 28 août 2024 pour soutenir le Parti conservateur de la Colombie-Britannique.
2 La candidate indépendante Vicki Huntington est élue en 2009 avec 42,63 % des votes et réélue en 2013 avec 47,80 % des votes dans la circonscription de Delta-Sud.

## Sources
- (en) Elections BC